# Ганскау, Яков Фёдорович
Я́ков Фёдорович Ганскау (28 июня 1786, Курляндская губерния — 29 марта 1841, Санкт-Петербург) — русский государственный деятель, тайный советник, губернатор в Архангельске, Костроме, Курске и Херсоне.

## Биография
Родился в Курляндской губернии в семье Отто Фридриха (Фёдора Яковлевича) фон Ганскау, штабс-ротмистра Лубенского карабинерного полка. После смерти отца, в 1791 году был определён в 1-й Сухопутный шляхетский кадетский корпус.

### Военная карьера
Из унтер-офицеров кадетского корпуса 9 февраля 1805 года поступил прапорщиком в Низовский пехотный полк; 31 июля 1805 года пожалован в подпоручики с назначением 6 декабря 1806 года в Виленский пехотный полк.
В 1806—1807 гг. участвовал в войне с французами: с 20 октября 1806 года — в Пруссии при удержании французов у рек Западный Буг и Нарев в частой с ними перестрелке; с 12 декабря — при отражении атаки у с. Дембы и в преследовании неприятеля до города Пултуска; 13 и 14 декабря — в сражении под Пултуском; 24 мая 1807 при отражении атаки маршала Нея под Гутштатом находился у прикрытия батарей; 2 июня участвовал в сражении под Фридландом.
Произведён в поручики — 9 ноября 1807 года; в штабс-капитаны — 23 декабря 1809 года; назначен дивизионным адъютантом к генерал-лейтенанту Багговуту 29 июня 1811 года; пожалован в капитаны 19 апреля 1812 года.
С 7 августа 1812 года находился в корпусе генерал-лейтенанта Багговута в сражении при д. Гедеоново; 25 и 26 августа — при Бородино, за особую храбрость награждён орденом Св. Владимира 4-й степени с бантом. 26.08.1812 6 октября — при Тарутине, где после гибели Багговута взял командование на себя; 6 октября 1812 года был награждён орденом Св. Анны 4-й степени.
С 13 октября 1812 года — в корпусе генерал-лейтенанта князя Долгорукова в сражении под Малоярославцем, 22 октября — под Вязьмой; удостоен Высочайшего благоволения и признательности главнокомандующего Барклая-де-Толли.
Переведён в 4-й егерский полк 16 июля 1813 года и был назначен старшим адъютантом при командующем 2-м корпусом генерале от инфантерии принце Евгении Вюртембергском во время сражения при Люцене 20 апреля; Бауцене 8 и 9 мая; за особую храбрость награждён орденом Св. Анны 2-й ст. 9 мая 1813 года.
При Кенигштейне 14 августа, под Кульмом 18 августа, при истреблении корпуса генерала Вандама, при Эльзене 24 августа, под Эресбергом 29 августа, при Ноллендорфе 2 сентября, вторично при Кульме 5 сентября, под Эттингеймом 30 сентября, при Госсау 2 октября, при Лейпциге 4 и 5 октября; переведён в лейб-гвардии Егерский полк 6 октября 1813 года тем же чином; за участие в 10-ти сражениях удостоился монаршего благоволения и ордена «За военные достоинства» от прусского короля 30 сентября 1813 года. При взятии штурмом укрепления при д. Пропеленд; с 12 по 17 декабря находился при осаде Кёльна.
17 января 1814 года в сражении под г. Васси; 18 января — при м. Монкредери; 3 февраля — под г. Номменом; 15 февраля — под Бар-сюр-Обе; 19 февраля — при д. Людрессель; 20 февраля — при Труа; награждён золотой шпагой с надписью «За храбрость» 20 февраля 1814 года. 4 марта — при д. Ферен; 5 марта — под д. Сен-Мартен; 9 марта — под Арси; 13 марта — при Фершемпенуазе; 17 марта — в преследовании неприятеля до д. Бонди и 18 марта — под Парижем; награждён орденом Св. Анны 2-го кл. с алмазами 18 марта 1814 года. В 1815 года во вторичном походе во Францию дошёл до Бамберга и вернулся в Россию. Имел медали за кампанию 1812 года и взятие Парижа 1814 года.
Пожалован в полковники 17 мая 1817 года; переведён командиром в Черниговский пехотный полк 26 июля 1817 года.

## Гражданская карьера
Выйдя в отставку, 3 марта 1823 года, Ганскау был определён к статской службе с чином действительного статского советника.
Назначен архангельским гражданским губернатором 28 марта 1824 года; награждён орденом Св. Анны 1-й степени 22 августа 1826 года; назначен костромским гражданским губернатором 9 ноября 1827 года; получил Знак беспорочной службы за XX лет — 29 сентября 1829 года; назначен губернатором в Курск 27 апреля 1830 года; в Херсон — 16 марта 1831 года; награждён орденом Св. Владимира 2-й ст. 4 сентября 1834 года; пожалован в тайные советники 25 июня 1836 года; назначен членом комиссии по обжалованию денежных счетов Полтавского Приказа Общественного Призрения в январе 1838 года; получил Знак беспорочной службы за XXX лет 22 августа 1840 года.
В бытность свою Костромским губернатором много заботился об открытии и упорядочении школ и училищ и даже был в 1830 году избран почетным членом Московского университета. Затем, известно его заботливое отношение к крестьянам своей губернии во время эпидемии холеры. 
Будучи Херсонским губернатором, занимался углублением форватера на Днепре, улучшением набережных, благоустройством города. При Ганскау в 1834 году было открыто Училище Торгового мореплавания, первое на юге России. 23 ноября 1836 года Ганскау торжественно открыл в центре города Памятник Григорию Потёмкину авторства скульптора Мартоса.  
Умер Яков Федорович 29 марта (10 апреля) 1841 года в Санкт-Петербурге и погребён в  на Волковом православном кладбище.

## Семья
Жена: Александра Дмитриевна (1797 — 12.05.1847), дочь князя Дмитрия Тимофеевича Волконского и Екатерины Александровны Болтиной. Их дети:
- Екатерина (1820—20.10.1872); замужем за Евграфом Николаевичем Скобельцыным.
- Варвара (1821—01.01.1920); замужем за бароном Отто Фридрихом фон Штакельберг.
- Михаил (31.10.1822—1861); подполковник.
- Софья (1824—?)
- Фёдор (17.07.1832—03.03.1908); надворный советник, женат на дочери Голубева Якова Ивановича Ольге, их сын Михаил действительный статский советник, сенатор Финляндского Сената.
- Семейное захоронение Ганскау, Волковское православное кладбищеЕлизавета (1833—1834)
- Владимир (1835— до 1841)
- Елена (1837—после 1898); замужем за доктором медицины Павлом Адольфовичем Финн.